# 제3자 효과

## 제3자 효과
제3자 효과 이론(第三者 效果 理論, Third person effect theory)은 미디어의 특정한 효과에 대한 이론이 아니며 미디어의 효과에 대한 일반인의 인식과 관련된 이론이다.
제3자 효과 이론은 사람들이 미디어의 영향력을 평가할 때 일반 사람들에 대한 영향력과 자기 자신에 대한 영향력에 대하여 이중적인 잣대를 사용하는 경향을 말한다. 즉, 사람들은 일반 사람들에 대한 영향력보다 자기 자신에 대한 영향력을 과소평가한다. 예를 들면, 텔레비전에서 방영되는 선정적인 프로그램이 일반 사람들에게는 커다란 나쁜 영향을 미칠 것이라고 추측하는 시청자가 막상 자신은 그 프로그램을 보아도 나쁜 영향을 받지 않을 것이라고 생각하는 경우이다. 또 자신은 왜곡된 보도를 보아도 그것을 인식할 수 있는 분별력을 가지고 있으나, 일반 사람들은 그 보도를 보고 그대로 믿어 잘못된 판단을 할 것이라고 생각하는 경우도 포함된다. 사람들이 흔히 저질의 방송 프로그램을 비난하면서 규제해야 한다고 주장하는 한편 자기 자신은 그런 프로그램을 태연하게 보는 것도 아마 제3자 효과 이론이 적용되는 경우일 것이다.
제3자 효과란 설득적 메시지에 노출된 사람들은 남이 자신보다 더 그 메시지의 영향을 받을 것이라고 생각하는 경향이 있음을 가리키는 개념으로 커뮤니케이션 효과는 '나'도 '남'도 아닌 '제3자'에 의해서 나타날 수 있다는 의미이다.

제3자 효과 가설은 사람들이 대중 매체 메시지가 개인적인 편견에 기초하여 그들 자신보다 다른 사람들에게 더 큰 영향을 미친다고 인식하는 경향이 있다고 예측한다. 제3자 효과는 일반화된 다른 사람에 대한 대량 통신 메시지의 영향에 대한 개인의 과대평가 또는 대량 통신 메시지의 자신에게 미치는 영향에 대한 과소평가를 통해 나타난다.
이러한 유형의 인식은 자기 동기화된 사회적 만족도(대중 메시지의 영향을 받지 않는 느낌은 자아존중감을 조장하지 않음), 사회적 거리 상관관계(영향받을 수 있는 다른 사람들과의 관계를 끊는 것을 선택함) 및 메시지에 대한 인식 노출(다른 사람들은 설득력있는 의사소통의 영향을 받는 것을 선택함)에서 비롯된다. 효과의 다른 이름은 "제3자 인식"과 "웹 제3자 효과"이다. 2015년부터 소셜 미디어, 미디어 웹 사이트, 블로그, 그리고  일반적으로 웹 사이트에서 확인될 때 "웹 제3자 효과"라는 이름이 붙었다.

## 가설의 기초 및 설명
1983년, 제3자 효과 가설을 처음 기술한 사회학자 W. Phillips Davison은 이 현상이 1949년 또는 1950년 2차 세계대전 중 흑인이 이오지마에서 선전전을 벌이지 못하게 하려는 일본의 시도를 알게 되면서 처음으로 관심을 끌었다고 설명한다. W. Phillips Davison이 회고하면서, 그 전단은 일본인들이 흑인 병사들과 싸운 것이 아니며, 그들은 포기하거나 도망쳐야 했다는 것을 강조했다. 비록 전단지가 군인들에게 어떤 영향을 끼쳤다는 징후는 없었지만, 이 사건은 장교들 사이의 대대적인 개편에 앞서서 다음날 부대는 철수했다.
몇 년 후, 외교 정책에 대한 언론의 영향력을 결정하기 위해 서독 언론인들을 인터뷰하던 중, W. Phillips Davison은 기자들에게 그들의 사설이 독자들에게 미치는 영향을 평가해 줄 것을 요청했다. 비록 그들의 주장을 뒷받침할 증거는 발견되지 않았지만, W. Phillips Davison은 공통된 반응은 "사설은 여러분과 저 같은 사람들에게는 거의 영향을 미치지 않지만, 일반 독자들은 상당히 많은 영향을 받을 것 같다."라고 썼다.
두 일화에서, 의사소통의 영향을 평가한 당사자들은 자기 자신보다 다른 사람들에게 더 큰 미디어 효과를 추정했다. 이러한 경험과 다른 경험으로 인해 W. Phillips Davison은 소위 제3자 효과 가설이라 불리는 것을 다음과 같이 설명했다.
"사람들은 대중 통신이 다른 사람들의 태도와 행동에 미치는 영향을 과대평가하는 경향이 있다. 보다 구체적으로, 설득력 있는 의사소통에 노출된 청중(이 의사소통이 설득력 있게 의도되었는지 여부)의 구성원인 개인들은 의사소통이 자신보다 다른 사람들에게 더 큰 영향을 미칠 것으로 예상할 것이다. 그리고 이 사람들이 그 메시지의 표면적인 청중에 있든 없든 간에, 그들이 이 의사소통이 다른 사람들에게 미칠 것으로 기대하는 영향은 그들이 어떤 조치를 취하도록 이끌 수도 있다. 따라서 커뮤니케이션이 달성하는 모든 영향은 표면적인 청중의 반응이 아니라 다른 사람의 반응을 예측하거나 인지한다고 생각하는 사람들의 행동에 기인할 수 있다."(p. 3)
Douglas McLeod 외 연구진에 의해 수행된 사례 연구(1997년)에서, 랩 음악의 폭력적이거나 여성혐오적인 가사에 영향을 받는다는 참가자의 인식을 통해 3인칭 효과를 분석하였다. 샘플 참가자들은 세 그룹으로 나뉘었다: 한 그룹은 폭력적인 랩 음악을 듣고, 다른 그룹은 여성 혐오적인 랩 음악을 듣고, 세 번째 그룹은 컨트롤이었다. 모든 가사는 실제 녹음된 노래에서 나온 것이었다. 이 연구는 피실험자들에게 이런 유형의 가사를 듣는 것이 누군가의 행동, 지식, 태도에 미치는 영향을 추정하도록 요청했다. 그들은 또한 이 가사가 그들 자신, 그들의 대학의 학생들, 뉴욕이나 로스엔젤레스의 젊은이들, 그리고 보통 사람들에게 어떤 영향을 미칠지 질문을 받았다. 이 연구는 학생들이 랩 가사가 자신들에게 가장 덜 영향을 미치고 뉴욕이나 로스앤젤레스의 젊은이들에게 더 영향을 미친다는 것을 발견했다. 사람들은 다른 모든 사람들이 그들 자신보다 메시지에 더 쉽게 영향을 받는다고 가정할 가능성이 더 많다. 또한, Nikos Antonopoulos 외 연구진이 실시한 최근 연구(2015년)에서는, 예측 모델뿐만 아니라 미디어 웹사이트를 방문할 때 사용자가 관찰하는 내용의 특성을 발견했다. 이 정보가 그들의 의견에 미치는 영향은 웹 제3자 효과(WTPE)의 존재를 검증한다. 모든 미디어 웹 사이트(라디오 방송국, 텔레비전 방송국, 포털, 신문 및 전자 메일-소셜 미디어)에서 온라인 설문 조사(대상 수 = 9150명)를 사용함으로써, 우리 자신보다 타인 또는 친구에게 더 큰 영향을 미치는 변수는 다음과 같은 것으로 입증되었다: 동일한 미디어 웹 사이트에서 동시에 온라인에 접속하는 사용자의 수, 미디어 웹 사이트에서 각 기사를 읽은 사용자의 정확한 수, 페이스북, 트위터 또는 기타 소셜 네트워크에서 뉴스 기사를 공유한 사용자의 수. 게다가, 나이는 연구 결과를 설명하는 중요한 요소이고 그 효과에 중요하다. 또한, 사용자가 생성한 메시지가 자신보다 타인에게 영향을 미치는 요인이 발견되었다. 더욱이, 뉴스가 더 신뢰할 수 있는 것으로 인식될수록 그리고 특정한 매개 메시지가 없을 때 웹 제3자 효과(WTPE)는 기존의 이론을 확인하는 데 부재한다.

## 초기 지원
제3자 효과 가설을 뒷받침하기 위해, W. Phillips Davison(1983)은 네 개의 소규모 및 비공식 설문조사를 실시했다. 각 설문조사는 25명에서 35명 사이의 참가자들에게 자신과 타인에 대한 설득력 있는 의사소통의 영향을 측정하도록 요청했다. 참가자들은 (1) 주지사 투표 선택에 대한 선거 테마, (2) 어린이에 대한 텔레비전 광고, (3) 투표 선택에 대한 조기 대선 예비 선거의 결과, (4) 대통령 투표 선택에 대한 선거 메시지가 자신과 타인에게 주는 효과를 측정했다. 그들은 평균적으로 (1) 다른 뉴욕 유권자들이 자신보다 선거 테마에 더 많은 영향을 받았고, (2) 자신의 어린시절보다 다른 어린이들이 TV 광고에 더 많은 영향을 받았고, (3) 자신보다 다른 사람들이 조기 대선 예비 선거 결과에 더 많은 영향을 받았고, (4) 자신보다 다른 사람들이 선거광고에 더 많은 영향을 받았다고 측정했다. 비록 그 조사는 비공식적이었지만, 그 조사들은 그 가설을 지지한다.

### 방법론적인 유물인가?
Price와 Tewksbury는 참가자들에게 근접하게 자기 다른 질문을 한 결과, 제3자 효과가 방법론적인 유물인지 여부를 테스트했다. 첫 번째 조건의 참가자, 두 번째 조건만 있는 질문 참가자, 세 번째 조건만 있는 질문 참가자, 세 번째 조건 자체 및 다른 질문 참가자들에게 질문한 세 가지 조건 실험을 사용하여, Price와 Tewksbury의 결과는 여러 조건에서의 자기 추정치와 다른 추정치에 대한 일관된 추정치를 나타낸다. 따라서 이 결과는 효과가 방법론적 아티팩트의 결과가 아님을 나타낸다.

## 주요 요인들
Perloff(1999, 2009)에 따르면, 두 가지 주요 요인이 제3자 효과를 촉진한다: 즉, 메시지 만족도 및 인식된 사회적 거리에 대한 판단(사회적 거리 상관관계). 제3자 인식의 메타분석에서 Sun, Pan 및 Shen(2008)은 메시지 만족도가 제3자 인식의 가장 중요한 진행자임을 발견했다. 제3자 효과는 특히 바람직하지 않은 메시지로 인식될 때 두드러진다. 즉, 사람들이 "이 메시지가 나에게 좋지 않을 수도 있다"거나 "이 미디어 프로그램의 영향을 받았다고 인정하는 것은 멋지지 않다"고 유추할 때 나타난다. 이러한 예측에 따라, 사람들은 일반적으로 자신보다 다른 사람들에게 더 큰 영향을 미치는 것으로 생각되는 콘텐츠(예: 텔레비전 폭력, 포르노, 반사회 랩 음악)를 인식하는 것으로 밝혀졌다. 실제로, 많은 연구원들은 폭력적이고 혐오스러운 메시지와 같은 바람직하지 않은 메시지가 제3자 효과를 더 많이 낸다는 증거를 발견했다.
반면에, 메시지가 바람직한 것으로 인식될 때, 사람들은 제3자 효과를 나타낼 가능성이 별로 없다. Perloff(2009)에 따르면, 제1인 효과 또는 역 제3자 효과는 바람직한 메시지에 더 흔하며, 메시지의 동의가 자신에 대해 긍정적으로 반영될 때, 그리고 메시지가 개인이 식별하는 그룹의 방향과 일치하는 주제를 어느 정도 건드렸을 때 나타나는 것처럼 보인다. 자기 계발 관점에 따르면, 만약 제3자 효과가 자존감을 유지하려는 욕구에 의해 일어난다면, 사람들은 사회적으로 바람직하고, 건강하며, 그렇지 않으면 자신에게 이로울 것으로 여겨지는 의사소통에 대한 효과를 기꺼이 인정해야 한다. 대학생들은 다른 학생들이 자신들보다 담배광고에 더 많은 영향을 받을 것이라고 인식했지만, 그들은 반담배와 음주운전 PSA에 더 많은 영향을 받을 것이다.
제3자 효과의 크기에 영향을 미치는 또 다른 요인은 자아와 다른 사람들 사이의 사회적 거리를 인식하는 것이다. "사회적 거리 상관관계"에서, 자아와 다른 사람 사이의 인식 거리가 증가함에 따라 자아와 다른 사람의 격차가 증가한다. 비록 사회적 거리가 제3자 효과가 발생하는데 필요한 조건은 아니지만, 사회적 거리가 증가하면 제3자 효과가 더 커진다. 그들의 메타분석에서, Andsager와 White(2007)는 "연구는 참조점으로서 자기에게 고정된 다른 사람들은 정의되지 않은 다른 사람들보다 설득력 있는 메시지의 영향을 덜 받는 것으로 인식되어, 따라서 어떤 참조점에도 전혀 고정되지 않는다는 것을 일관되게 발견한다."라고 결론을 내렸다. (p. 92).

## 심리학적 근거
Perloff는 대부분의 제3자 효과 연구는 그 효과의 심리적 토대를 귀속 이론이나 편향된 낙관주의 탓으로 돌린다고 지적한다.
귀인 이론은 행위자들이 그들의 행동을 상황적 요인에 기인하는 경향이 있는 반면 관찰자들은 같은 행동을 성향적 요인에 기인하는 경향이 있다고 예측한다. 예를 들어, 귀인 이론은 지각이 특징적이지 않고 비정상적인 컴퓨터 문제와 같은 상황적 요인 때문이라고 교수에게 설명할 수 있는 반면, 지각은 학생의 게으름과 같은 기질적 요인에 기인한 것이라고 생각할 수 있다고 예측한다. 그렇다면, 제3자 효과 가설의 맥락에서, 귀인 이론은 왜 다른 사람들의 기질적 결함이 그들이 같은 측면을 인식하는 것을 막는 반면, 그 사람이 메시지의 근본적인 설득적 측면을 이해한다고 생각할 수 있는지 설명한다.
편향된 낙관론은 사람들이 다른 사람들보다 부정적인 결과를 경험할 가능성이 덜하다고 판단하는 경향이 있고, 반대로, 사람들은 다른 사람들보다 긍정적인 사건을 경험할 가능성이 더 높다고 판단하는 경향이 있다고 예측한다. 제3자 효과 가설의 맥락에서, 편향된 낙관주의는 왜 사람들이 자신을 다른 사람들보다 설득에 의해 영향을 받을 가능성이 덜하다고 판단하는지 설명한다.

## 지각 구성요소에 대한 메타분석 지원
제3자 효과 가설을 비판적으로 검토하고 종합한 Perloff(1999)는 1999년까지 이 현상을 시험한 45개 논문 중 모든 논문이 가설을 뒷받침하는 것으로 나타났다고 지적했다.
1년 후, Paul, Salwen, Dupagne은 32개의 경험적 분석에 대한 메타 분석을 실시하여 제3자 효과 가설의 지각적 요소를 테스트했다. 그들의 결과는 특히 다른 매체 효과 이론의 메타-트레이닝과 비교했을 때, 제3자 효과 가설이 강력한 지지를 받았음을 나타낸다.
Paul, Salwen 및 Dupagne(2000)도 제3자 효과 가설의 지각적 구성요소에 대한 세 가지 중요한 중재자를 발견했다. (1) 무작위 샘플에서 얻은 샘플이 무작위 샘플에서 얻은 샘플보다 제3자 효과 차이가 더 컸다. (2) 학생 샘플에서 얻은 샘플이 비포함 샘플에서 얻은 샘플보다 3인 효과 차이가 더 컸다. 제3자 효과 차이점들, 그리고 (3) 메시지 – 다른 유형의 콘텐츠들(예: 일반 미디어 메시지, 포르노, 텔레비전 폭력, 상업 광고, 정치 콘텐츠, 비정치 뉴스 등)은 제3자 인식의 크기에 서로 다른 영향을 미친다.

## 동작 구성 요소 지원
여러 연구에서 제3자 효과 가설을 뒷받침하는 것으로 나타났다. W. Phillips Davison은 검열관이 그들이 금지한 정보에 의해 부정적인 영향을 받았다는 것을 거의 인정하지 않기 때문에, 행동 요소에 대한 지지를 발견한 학자들은 일반적으로 다른 사람들에게 부정적인 설득력 있는 영향을 끼치는 것으로 인식되는 내용을 검열하려는 의지로써 행동을 운영해 왔다.
특히 학자들은 제3자 인식이 포르노를 검열하려는 의지, 텔레비전 폭력, 싱가포르의 포르노, 성 폭력 텔레비전, 담배, 맥주, 술, 도박 광고, 랩 음악, 그리고 같은 미디어 웹사이트에서 동시에 온라인에 접속하는 사용자의 수를 예측한다는 것을 증명했는데, 이것은 정확한 사용자 수이다. 미디어 웹 사이트의 각 기사뿐만 아니라 페이스북, 트위터 또는 다른 소셜 네트워크에서 뉴스 기사를 공유한 사용자의 수를 읽는다.
그러나 학자들은 제3자 인식이 O.J. Simpson 재판의 언론 보도 검열,  정치 커뮤니케이션을 규제하기 위한 독립 위원회 지원, 검열 또는 Holocaust-denial 광고를 포함한 뉴스나 정치 언론 콘텐츠를 검열하려는 의지를 예측한다는 사실을 발견하지 못했다.

## 가설 확장
학자들은 어떤 상황에서는, 사람들이 자기 자신보다 다른 사람들을 위해 더 큰 미디어 효과를 항상 추정하지는 않는다고 언급했다. 실제로, 어떤 상황에서는 사람들은 다른 상황보다 자신에게 더 큰 미디어 효과를 추정하는 경향이 있고, 다른 상황에서는 자신과 다른 사람들에게 유사한 미디어 효과를 추정하는 경향이 있다. 이 두 가지 현상은 각각 제1인 효과와 제2인 효과로 알려져 있다.

### 제1인 효과

#### 제1인 인식
제3자 효과 – 다른 사람들보다 더 큰 미디어 효과의 추정 – 사람들이 미디어 메시지의 영향을 받는 것이 바람직하다고 판단하는 상황에서 발생하는 경향이 있다. Innes 와 Zeitz는 1988년 폭력적인 메시지가 담긴 콘텐츠에 노출된 참가자들이 전통적인 제3자 효과를 보이는 반면 공공 서비스 발표에 노출된 참가자들은 그 반대의 효과를 보이는 것을 발견하면서 이 현상을 처음으로 기록하였다. 그러나 그들은 이 역효과를 "제3자 효과와 유사한 것"이라고만 설명했다(p. 461).
몇 년 후, 사람들이 싫어하는 후보자들에 대한 공격광고가 다른 후보들보다 자신에게 미치는 영향을 과대평가하는 경향이 있다는 것을 발견한 Cohen과 Davis는 "역 제3자 효과"라는 용어를 만들었다.(p. 687). 같은 해, Tiedge, Silverblatt, Havice, Rosenfeld는 미디어가 다른 사람들보다 더 많은 영향을 미친다고 인식되는 것을 언급하기 위해 "제 1인 효과"라는 용어를 만들었다.
마지막으로, Gunther & Thorson은 제3자 효과 가설을 확장하기 위한 길을 닦은 연구에서, 메시지의 사회적 만족도가 참가자가 제3자 또는 제1인 효과를 나타낼 가능성이 있는지에 영향을 미치는 경향이 있다는 것을 경험적으로 입증했다. 건더와 토슨은 사회적으로 바람직한 메시지는 제3자 효과를 내는 반면, 바람직한 것으로 인식되지 않는 메시지는 전통적인 제3자 효과를 내는 경향이 있다고 주장한다.

#### 제1인 행동 효과
의도하든 의도하지 않든 소수의 연구만이 제1인 효과의 행동 요소를 조사했다. 이 중 단 한 사람만이 제1인 인식과 행동 결과 사이의 관계를 구체적으로 검토했다. Day는 사회적으로 바람직한 이슈 광고로 인한 제1인 효과와 그 이슈를 지지하는 입법에 투표할 가능성 사이의 관계를 조사했다. Day는 광고에 대한 제1인 인식과 법안에 대한 투표 가능성 사이에서 중요한 관계를 발견했다.